# Active-Set-Methoden
Active-Set-Methoden sind eine Klasse iterativer Algorithmen zur Lösung von quadratischen Optimierungsproblemen.

## Mathematische Problemstellung
Jedes quadratische Programm kann in eine standardisierte Form überführt werden:
{\displaystyle {\begin{array}{rcl}\min _{x\in \mathbb {R} ^{n}}&{\frac {1}{2}}x^{T}Hx+c^{T}x&=f(x)\\s.t.&a_{i}^{T}x\geq b_{i}&\forall i\in {\mathcal {I}}\\&a_{j}^{T}x=b_{j}&\forall j\in {\mathcal {E}}\end{array}}}
wobei {\displaystyle n} die Anzahl der Entscheidungsvariablen ist. In der Zielfunktion {\displaystyle f(x)} entspricht {\displaystyle H} der Hesse-Matrix, die Mengen {\displaystyle {\mathcal {I}}} und {\displaystyle {\mathcal {E}}} indizieren die Ungleichheits- und Gleichheitsbedingungen. 
Oft wird dabei gefordert, dass die Matrix {\displaystyle H} positiv semidefinit ist, da dann das Optimierungsproblem konvex ist.

### Active Set
Eine Nebenbedingung {\displaystyle i\in {\mathcal {I}}} ist aktiv an einem Punkt {\displaystyle x}, wenn {\displaystyle a_{i}^{T}x=b_{i}} gilt.
Das Active Set {\displaystyle {\mathcal {A}}(x)} ist die Menge aller aktiven Bedingungen an einem gültigen Punkt {\displaystyle x}:
{\displaystyle {\mathcal {A}}(x):=\{j\in {\mathcal {E}}\cup i\in {\mathcal {I}}:a_{i}^{T}x=b_{i}\}}

## Algorithmus
Active-Set-Methoden setzen eine initiale gültige Lösung {\displaystyle x_{0}} voraus. Die Algorithmen berechnen dann in jeder Iteration einen gültigen Punkt {\displaystyle x_{k}}, bis ein Optimum erreicht ist. Dabei wird eine Menge {\displaystyle W_{k}} verwaltet, die angibt, welche Nebenbedingungen in der aktuellen Iteration aktiv sein sollen.
```
 1  Gegeben: gültiger Punkt 

  

    

      

        

          
x

          

            
0

          

        

      

    

    
{\displaystyle x_{0}}

  

, 

  

    

      

        

          
W

          

            
0

          

        

        
⊆

        

          

            
A

          

        

        
(

        

          
x

          

            
0

          

        

        
)

      

    

    
{\displaystyle W_{0}\subseteq {\mathcal {A}}(x_{0})}

  

 2
 3  for k=0,1,.. do
 4  berechne eine Suchrichtung 

  

    

      

        

          
p

          

            
k

          

        

      

    

    
{\displaystyle p_{k}}

  

 5  if 

  

    

      

        

          
p

          

            
k

          

        

        
=

        
0

      

    

    
{\displaystyle p_{k}=0}

  

 6    berechne Lagrange-Multiplikatoren 

  

    

      

        

          
λ

          

            
i

          

        

      

    

    
{\displaystyle \lambda _{i}}

  

 7    if 

  

    

      

        
∀

        
i

        
:

        

          
λ

          

            
i

          

        

        
≥

        
0

      

    

    
{\displaystyle \forall i:\lambda _{i}\geq 0}

  

 8      terminiere und gib 

  

    

      

        

          
x

          

            
k

          

        

      

    

    
{\displaystyle x_{k}}

  

 aus
 9    else
10      finde Ungleichheitsbedingung 

  

    

      

        
i

        
∈

        

          
W

          

            
k

          

        

        
∩

        

          

            
I

          

        

      

    

    
{\displaystyle i\in W_{k}\cap {\mathcal {I}}}

  

 mit 

  

    

      

        

          
λ

          

            
i

          

        

        
<

        
0

      

    

    
{\displaystyle \lambda _{i}<0}

  

11      

  

    

      

        

          
W

          

            
k

            
+

            
1

          

        

        
=

        

          
W

          

            
k

          

        

        
∖

        
i

      

    

    
{\displaystyle W_{k+1}=W_{k}\backslash i}

  

12    end
13  else
14    berechne Schrittlänge 

  

    

      

        

          
α

          

            
k

          

        

      

    

    
{\displaystyle \alpha _{k}}

  

15    if 

  

    

      

        

          
α

          

            
k

          

        

        
<

        
1

      

    

    
{\displaystyle \alpha _{k}<1}

  

16      finde Nebenbedingung j die 

  

    

      

        

          
α

          

            
k

          

        

      

    

    
{\displaystyle \alpha _{k}}

  

 beschränkt
17      

  

    

      

        

          
W

          

            
k

            
+

            
1

          

        

        
=

        

          
W

          

            
k

          

        

        
∪

        
j

      

    

    
{\displaystyle W_{k+1}=W_{k}\cup j}

  

18    end
19    

  

    

      

        

          
x

          

            
k

            
+

            
1

          

        

        
=

        

          
x

          

            
k

          

        

        
+

        

          
α

          

            
k

          

        

        

          
p

          

            
k

          

        

      

    

    
{\displaystyle x_{k+1}=x_{k}+\alpha _{k}p_{k}}

  

20  end
```

### Berechnung der Suchrichtungpk
Die Nebenbedingungen in {\displaystyle W_{k}} definieren einen Unterraum. Wenn {\displaystyle x} in der optimalen Lösung der Zielfunktion in diesem Unterraum ist, kann man die Suchrichtung als {\displaystyle p_{k}=x-x_{k}} definieren.
Substituiert man dies in die Zielfunktion, erhält man die Suchrichtung {\displaystyle p_{k}} durch Lösen eines quadratischen Subproblems:
{\displaystyle {\begin{array}{rcl}\min _{x\in \mathbb {R} ^{n}}&{\frac {1}{2}}p_{k}^{T}Hp_{k}+g_{k}^{T}p_{k}\\s.t.&A^{T}p_{k}=0&\forall i\in W_{k}\end{array}}}
wobei {\displaystyle g_{k}=Hx_{k}+c} der Gradient an der aktuellen Lösung ist und die Spalten der Matrix {\displaystyle A} die Vektoren {\displaystyle a_{i},i\in W_{k}} sind.
Dieses Subproblem kann auf verschiedenen Weisen gelöst werden. Eine Möglichkeit ist dabei ein Nullspace-Ansatz:
Hat man eine Matrix {\displaystyle Z}, deren Spalten eine Basis für den Kern der Matrix {\displaystyle A^{T}} bilden, kann man den gültigen Bereich des Subproblems durch {\displaystyle p_{k}=Zu} parametrisieren. Löst man nun das Gleichungssystem 
{\displaystyle Mu=-Z^{T}g_{k}},
wobei {\displaystyle M=Z^{T}HZ} die reduzierte Hesse-Matrix ist, erhält man die Suchrichtung im originalen Problem.

### Berechnung der Lagrange-Multiplikatorenλi
Falls die Suchrichtung {\displaystyle p_{k}=0} ist, ist {\displaystyle x_{k}} bereits optimal im aktuellen Unterraum. Man muss dann eine geeignete Ungleichheitsbedingung aus {\displaystyle W_{k}} entfernen. 
Die Lagrange-Multiplikatoren {\displaystyle \lambda _{i}} erhält man durch Lösen eines linearen Gleichungssystems:
{\displaystyle \sum _{i\in W_{k}\cap {\mathcal {I}}}a_{i}\lambda _{i}=g_{k}=Hx_{k}+c}
Falls alle {\displaystyle \lambda _{i}\geq 0} sind, erfüllen {\displaystyle x_{k}} und {\displaystyle \lambda } die Karush-Kuhn-Tucker-Bedingungen, welche notwendige Kriterien für die Optimalität sind. Wenn zudem die Hesse-Matrix {\displaystyle H} positiv semidefinit ist, sind diese Bedingungen hinreichend und {\displaystyle x_{k}} ist die optimale Lösung des Problems. Entfernt man eine Ungleichheitsbedingung mit negativem Lagrange-Multiplikator aus {\displaystyle W_{k}} erhält man in der nächsten Iteration eine Suchrichtung.

### Berechnung der Schrittlängeαk
Hat man eine Suchrichtung {\displaystyle p_{k}}, muss man die maximale Schrittlänge {\displaystyle \alpha _{k}} berechnen. Eine volle Schrittlänge mit {\displaystyle \alpha _{k}=1} führt direkt zum Minimum im durch {\displaystyle W_{k}} definierten Unterraum. Die Schrittlänge ist jedoch häufig durch eine Nebenbedingung {\displaystyle i\notin W_{k}} beschränkt.
Alle Nebenbedingungen in {\displaystyle i\notin W_{k}}  mit {\displaystyle a_{i}^{T}p_{k}\geq 0} sind auch am Punkt {\displaystyle x_{k}+\alpha _{k}p_{k}} für alle {\displaystyle \alpha _{k}\geq 0} erfüllt, da dann die Ungleichung
{\displaystyle a_{i}^{T}(x_{k}+\alpha _{k}p_{k})=a_{i}^{T}x_{k}+\alpha _{k}a_{i}^{T}p_{k}\geq a_{i}^{T}x_{k}\geq b_{i}}
gilt.
Alle Nebenbedingungen  {\displaystyle i\notin W_{k}} mit   {\displaystyle a_{i}^{T}p_{k}<0} werden am neuen Punkt nur dann eingehalten, wenn für diese Nebenbedingungen die Ungleichung 
{\displaystyle a_{i}^{T}x_{k}+\alpha _{k}a_{i}^{T}p_{k}\geq b_{i}}
gilt. Dies ist äquivalent mit der Bedingung
{\displaystyle \alpha _{k}\leq {\frac {b_{i}-a_{i}^{T}x_{k}}{a_{i}^{T}p_{k}}}\qquad \forall \{i\notin W_{k}|a_{i}^{T}p_{k}<0\}}
Um so nah wie möglich an das Optimum im aktuellen Unterraum zu kommen, kann man die maximale Schrittlänge durch diese Formel berechnen:
{\displaystyle \alpha _{k}=\min(1,\min _{i\notin W_{k},a_{i}^{T}p_{k}<0}{\frac {b_{i}-a_{i}^{T}x_{k}}{a_{i}^{T}p_{k}}})}
Die Nebenbedingung, die diese Länge beschränkt, wird in die Menge {\displaystyle W_{k+1}} aufgenommen, da diese Nebenbedingung nun aktiv ist.